# Lino Jordan
Lino Jordan (ur. 15 maja 1944 w Saint-Rhémy, zm. 6 czerwca 2023) – włoski biathlonista. W Pucharze Świata zadebiutował 2 marca 1978 roku w Hochfilzen, gdzie zajął 34. miejsce w biegu indywidualnym. Nigdy nie zdobył pucharowych punktów i nigdy nie stanął na podium zawodów tego cyklu. W 1970 roku wystąpił na mistrzostwach świata w Östersund, gdzie zajął 46. miejsce w biegu indywidualnym i ósme w sztafecie. Był też między innymi piąty w sztafecie podczas mistrzostw świata w Hämeenlinna w 1971 roku oraz ósmy w sprincie na mistrzostwach świata w Vingrom sześć lat później. W 1972 roku wystartował na igrzyskach olimpijskich w Sapporo, zajmując 40. miejsce w biegu indywidualnym i dziesiąte w sztafecie. Brał również udział w igrzyskach w Innsbrucku w 1976 roku, plasując się na siódmej pozycji w biegu indywidualnym i szóstej w sztafecie.

## Osiągnięcia

### Igrzyska olimpijskie
| Rok  | Miejscowość | Konkurencje | Konkurencje | Konkurencje | Konkurencje | Konkurencje | Konkurencje | Konkurencje |
| Rok  | Miejscowość | IN          | SP          | PU          | MS          | RL          | MR          | SR          |
| ---- | ----------- | ----------- | ----------- | ----------- | ----------- | ----------- | ----------- | ----------- |
| 1972 | Sapporo     | 40.         | nd.         | nd.         | nd.         | 10.         | nd.         | –           |
| 1976 | Innsbruck   | 7.          | nd.         | nd.         | nd.         | 6.          | nd.         | –           |

### Mistrzostwa świata
| Rok  | Miejscowość | Konkurencje | Konkurencje | Konkurencje | Konkurencje | Konkurencje | Konkurencje | Konkurencje |
| Rok  | Miejscowość | IN          | SP          | PU          | MS          | RL          | MR          | SR          |
| ---- | ----------- | ----------- | ----------- | ----------- | ----------- | ----------- | ----------- | ----------- |
| 1970 | Östersund   | 46.         | –           | nd.         | nd.         | –           | nd.         | –           |
| 1971 | Hämeenlinna | –           | –           | nd.         | nd.         | 5.          | nd.         | –           |
| 1973 | Lake Placid | 22.         | –           | nd.         | nd.         | 8.          | nd.         | –           |
| 1974 | Mińsk       | 46.         | 21.         | nd.         | nd.         | 8.          | nd.         | –           |
| 1975 | Anterselva  | –           | 26.         | nd.         | nd.         | 6.          | nd.         | –           |
| 1976 | Anterselva  | nd.         | 24.         | nd.         | nd.         | nd.         | nd.         | –           |
| 1977 | Vingrom     | 19.         | 8.          | nd.         | nd.         | 7.          | nd.         | –           |
| 1978 | Hochfilzen  | 34.         | –           | nd.         | nd.         | 8.          | nd.         | –           |

### Puchar Świata

#### Miejsca w klasyfikacji generalnej
| Sezon     | Miejsce |
| --------- | ------- |
| 1977/1978 | -       |
| 1978/1979 | -       |

#### Miejsca na podium chronologicznie
Jordan nigdy nie stanął na podium indywidualnych zawodów PŚ.